# Angel Dust
Angel Dust — четвертий студійний альбом гурту Faith No More, виданий в 1992 році.

## Список композицій
| #   | Назва                                               | Автор слів                | Автор музики                                       | Тривалість |
| --- | --------------------------------------------------- | ------------------------- | -------------------------------------------------- | ---------- |
| 1.  | «Land of Sunshine»                                  | Майк Паттон               | Біллі Гулд, Родді Боттум                           | 3:44       |
| 2.  | «Caffeine»                                          | Майк Паттон               | Майк Паттон, Біллі Гулд                            | 4:28       |
| 3.  | «Midlife Crisis»                                    | Майк Паттон               | Майк Паттон, Майк Бордін, Білли Гулд, Родді Боттум | 4:21       |
| 4.  | «RV»                                                | Майк Паттон               | Майк Паттон, Біллі Гулд, Родді Боттум              | 3:43       |
| 5.  | «Smaller and Smaller»                               | Майк Паттон               | Майк Бордін, Біллі Гулд, Родді Боттум, Метт Воллес | 5:11       |
| 6.  | «Everything's Ruined»                               | Майк Паттон, Біллі Гулд   | Майк Паттон, Біллі Гулд, Родді Боттум              | 4:33       |
| 7.  | «Malpractice»                                       | Майк Паттон               | Майк Паттон                                        | 4:02       |
| 8.  | «Kindergarten»                                      | Майк Паттон, Родді Боттум | Біллі Гулд, Джим Мартін                            | 4:31       |
| 9.  | «Be Aggressive»                                     | Родді Боттум              | Родді Боттум                                       | 3:42       |
| 10. | «A Small Victory»                                   | Майк Паттон               | Майк Паттон, Майк Бордін, Біллі Гулд, Родді Боттум | 4:57       |
| 11. | «Crack Hitler»                                      | Майк Паттон               | Майк Бордін, Біллі Гулд, Родді Боттум              | 4:39       |
| 12. | «Jizzlobber»                                        | Джим Мартін, Майк Паттон  | Джим Мартін                                        | 6:38       |
| 13. | «Midnight Cowboy» (Інструментальна)                 | —                         | Джон Баррі                                         | 4:12       |
| 14. | «Easy» (Вийшла на перевидання альбому)              | Лайонел Річі              | Лайонел Річі                                       | 3:04       |
| 15. | «As the Worm Turns» (Бонус-трек японського видання) | Чак Мослі                 | Біллі Гулд, Родді Боттум, Чак Мослі                | 2:39       |

## Учасники запису
- Майк Бордін — ударні
- Родді Боттум — клавішні
- Біллі Гулд — бас-гітара
- Джим Мартін — гітара
- Майк Паттон — вокал, мелодика («Midnight Cowboy»)